# Geschlossene Heimunterbringung
Die geschlossene Heimunterbringung ist eine Sonderform der Heimerziehung in Deutschland.

## Situation in Deutschland
Die geschlossene Heimunterbringung besteht in Deutschland neben den Formen Wohngruppen, Kinderdorf und Betreutes Jugendwohnen.

### Rechtliche Voraussetzungen
Im wesentlichen Unterschied zu den oben genannten Gruppen kann ein Kind oder Jugendlicher nur mit richterlicher Genehmigung auf Antrag des Sorgeberechtigten (Eltern, Elternteil oder Vormund) in einem geschlossenen Heim untergebracht werden. Es handelt sich um eine mit Freiheitsentziehung verbundene Unterbringung nach § 1631b BGB.
Hintergrund für die geschlossene Unterbringung ist oft Jugendkriminalität, aber auch Selbst- und/oder Fremdgefährdungssituationen, falls sie keine psychiatrische Unterbringung erfordern. Unter besonderen Umständen kann auch häufiges Entweichen und mangelnde Erreichbarkeit mit anderen Betreuungsformen der Anlass sein.
Die Kosten für die Unterbringung sind durch die intensive Betreuung und den erforderlichen hohen Personalschlüssel im Allgemeinen hoch, sie können 300 bis 500 Euro pro Tag und untergebrachter Person betragen.

### Umfang
In den letzten Jahren ist eine Zunahme der Unterbringung in geschlossenen Heimen zu beobachten, was sich u. a. in langen Wartezeiten bei bestehenden Einrichtungen bzw. in Neugründungen entsprechender Einrichtungen abbildet. Die Zahl der geschlossenen Unterbringungen lag 2013 in Deutschland bei 389 Kindern und Jugendlichen. Darüber hinaus gibt es noch Einrichtungen mit teilgeschlossener Unterbringung, welche innerhalb rechtlicher Grauzonen unter ähnlichen Bedingungen arbeiten.
Die taz berichtete: „Seit 1980 ist ein starker Rückgang der Plätze zu verzeichnen, der ab 2004 wieder anstieg. Derzeit gibt es bundesweit etwa 370 Plätze, dabei etwa 110 für Mädchen, 160 für Jungen und 100 gemischte. Bundesländer, die geschlossene Heime haben, sind Niedersachsen, Nordrhein-Westfalen, Hessen, Rheinland-Pfalz, Baden-Württemberg, Brandenburg und Bayern. Bayern hat mit 126 Plätzen die größte Anzahl.“
Zu ihnen zählen:
| Name                                           | Ort                   | Bundesland          | Plätze | Träger                                                                         | Bemerkung |
| ---------------------------------------------- | --------------------- | ------------------- | ------ | ------------------------------------------------------------------------------ | --------- |
| Caritas Mädchenheim Gauting                    | Gauting               | Bayern              | 57     | Caritasverband der Erzdiözese München und Freising e. V.                       |           |
| Sozialpädagogische Einrichtung Niefernburg     | Niefern-Öschelbronn   | Baden-Württemberg   | 18     | Diakonisches Werk der Evangelischen Landeskirche in Baden                      |           |
| St. Franziskusheim                             | Rheinmünster          | Baden-Württemberg   | 14     |                                                                                |           |
| Schloss Dilborn – Die Jugendhilfe              | Brüggen               | Nordrhein-Westfalen |        | Maria Hilf NRW gGmbH                                                           |           |
| Rummelsberger Dienste für junge Menschen gGmbH | Rummelsberg           | Bayern              | 12     | Rummelsberger Diakonie e. V.                                                   |           |
| Martinistift gGmbH                             | Nottuln               | Nordrhein-Westfalen |        |                                                                                |           |
| Jugendhilfezentrum St. Anton                   | Riegel am Kaiserstuhl | Baden-Württemberg   | 8      | Gemeinnützige Einrichtung der öffentlichen Jugendhilfe im Sinne des §§ 51ff AO |           |
| Jugendheim Mühlkopf                            | Rodalben              | Rheinland-Pfalz     | 16     | Freier Träger der Jugend-, Sozial- und Bildungsarbeit e. V.                    |           |
| Jugendeinrichtung Schloss Stutensee            | Stutensee             | Baden-Württemberg   | 7      | Kinder- und Jugendhilfe                                                        |           |
| Landesbetrieb Erziehung und Berufsbildung      | Hamburg               | Hamburg             |        | kommunale Jugendhilfeträger der Freien und Hansestadt Hamburg                  |           |
| Evang. Kinder- und Jugendhilfe Würzburg        | Würzburg              | Bayern              | 13     | Teil des Diakonischen Werks Würzburg e. V.                                     |           |
| Kinderzentrum St. Vincent                      | Regensburg            | Bayern              | 7      | Katholische Jugendfürsorge der Diözese Regensburg e. V.                        |           |
| Jugendwerk Birkeneck gGmbH                     | Hallbergmoos          | Bayern              |        |                                                                                |           |
| Karl-Schreiner Haus                            | Essen                 | Nordrhein-Westfalen |        | Diakoniewerk Essen gemeinnützige Jugend- und Familienhilfe GmbH                |           |
| Caritas-Sozialwerk Lohne                       | Lohne                 | Niedersachsen       |        | Kirchliche milde Stiftung des privaten Rechts                                  |           |
| Jugendhilfezentrum Don Bosco                   | Sinntal               | Hessen              | 8      |                                                                                |           |

### Kritik
Die geschlossene Unterbringung als Form der sozialpädagogischen Betreuung ist stark umstritten und wird in vielen Bundesländern nicht angewendet. Sie steht im Sozialgesetzbuch weder als besondere Maßnahme, noch wird sie dort ausgeschlossen.
Seit Ende 2012 lösten die Heime der Trägergesellschaft Haasenburg in Brandenburg eine Debatte über Menschenrechtsverletzungen in geschlossenen Heimen aus. Im November 2013 wurde aufgrund der Zustände die Schließung angekündigt.
Im Juli 2013 sprach sich ver.di gegen die geschlossene Heimunterbringung aus. Auch der Kriminologe Christian Pfeiffer, ehemaliger Justizminister Niedersachsens, sprach sich im Juli 2013 gegen geschlossene Unterbringungen aus.
Der Sozialwissenschaftler Timm Kunstreich, Sprecher des Aktionsbündnisses gegen geschlossene Unterbringung (AGU) mit Sitz in Hamburg, schlägt vor, erfahrene Mitarbeiter verschiedener Träger in Pools zusammenzuführen, um gemeinsam eine Lösung zu finden, statt die Jugendlichen aus ihrem Umfeld zu reißen.
Der Erziehungswissenschaftler Werner Thole hoffte nach der im November 2013 angekündigten Schließung der Standorte des Unternehmens Haasenburg auf eine Wende.